# MATSUDA98
MATSUDA98（まつだきゅうじゅうはち、1982年4月1日 - ）は漫画家、イラストレーター、同人作家、配信者。
女性。東京都出身。
漫画家の蒼樹うめとは互いに「戦友」。
ペンネームは松田優作、98年から仕事を始めたことに由来する。

## 主な作品

### 漫画

#### 連載
- 『☆キラキラ☆』　まんがタイムきららキャラット（芳文社）VOL.6-VOL.7掲載
- 『ほのかLv.アップ!』 原作:太田顕喜 電撃コミックガオ!（メディアワークス）連載
- 『〜優駿乙女〜 サラブレドール』原作：あかほりさとる、漫画：伊藤大育 月刊コンプエース（角川書店）連載 キャラクター原案
- 『鉄道むすめ〜Terminal Memory〜』 原案：トミーテック、ストーリー協力：明科実祐 月刊コミック電撃大王（メディアワークス）連載
- 『パパのいうことを聞きなさい!〜うさぎのまぁく〜』 原作：松智洋 Cobalt（集英社）連載
- 『未満アイドル、ハジメます。』 @vitamin(KADOKAWA)連載

#### 読切
- 『Laundromat』季刊GELATIN（ワニマガジン社）掲載

#### アンソロジー
- 『陽のあたる場所』原作：蒼樹うめ ひだまりスケッチ アンソロジーコミック Vol.1（芳文社）掲載
- 『The pace of two』百合アンソロジーdolce（エンターブレイン）掲載

### イラスト

#### 挿絵
- 『渚のロブスター少女』（著：あきさかあさひ、ファミ通文庫刊）
- 『パパのいうことを聞きなさい!〜うさぎのまぁく〜 小説版』（著：ココロ直、原作：松智洋、コバルト文庫刊）

#### アニメ
- 『ひだまりスケッチ』第10話提供バックイラスト
- 『ef - a tale of melodies.』第3話予告イラスト
- 『パパのいうことを聞きなさい!』第3話エンドカードイラスト

#### その他
- 『四季（秋）』（ガンガンONLINE 2008年11月13日）
- 『ウチの姫さまがいちばんカワイイ』縁結姫・馬耳姫
- 『Re:ステージ!』SDイラスト